# Scott Barley
Scott Barley (Cardiff, 11 de noviembre de 1992) es un cineasta y artista británico.

## Biografía
Su trabajo, que se ha asociado con los movimientos del cine remodernista y lento, está principalmente relacionado con el antropoceno, la naturaleza, la oscuridad, la cosmología, la fenomenología y el misticismo. Sus métodos de filmación han sido comparados con los de David Lynch, Stan Brakhage, Philippe Grandrieux, Béla Tarr, Alexander Sokurov, Maya Deren y Jean Epstein.
Desde principios de 2015, Barley ha filmado exclusivamente sus películas con un iPhone. Su cortometraje Hinterlands fue votado como uno de les mejores de 2016 en la encuesta anual Sight & Sound. Su primer largometraje, Sleep Has Her House se estrenó a principios de 2017, obteniendo reconocimiento y ganando el premio a Mejor Película (premio del jurado oficial) en Fronteira International Documentary & Experimental Film Festival, en Goiânia. Brasil.
Su trabajo ha sido proyectado en Europa y en países americanos, en espacios como el Institute of Contemporary Arts de Londres, BFI Southbank, Sheffield Doc/Fest, Doclisboa, Festival Internacional de Cine de Karlovy Vary, Dokufest, EYE Filmmuseum, Festival Internacional de Cine de Vancouver, Museo de Arte Moderno de Río de Janeiro o el Museo de Arte Contemporáneo de Buenos Aires. Su práctica visual y su investigación se han utilizado como material educativo en cursos de postgrado y doctorado en UCLA Arts: School of the Arts and Architecture de Los Ángeles o en la Universidad Sorbona Nueva-París 3, entre otras.